# Ànap (Ambràcia)
Anapos (en llatí Anapus, en grec antic Ἄναπος) era un riu d'Ambràcia, afluent del riu Aquelos (llatí Achelous) al que desaiguava una mica al sud de la ciutat d'Estratos (llatí Stratos).
Segons els mapes, és probable que el riu Anapos correspongui a l'actual Dimikos, que desaigua a l'estany que s'anomenava Hydra i després es va dir llac de Lisimàquia, per la propera ciutat de Lisimàquia, i al riu Aquelos, quinze quilòmetres al sud de la ciutat d'Estratos.